# Atolmis rubricollis
Atolmis rubricollis — вид ведмедиць з підродини Lithosiinae.

## Поширення
Зустрічається у всій Європі до Сибіру та в Китаї.

## Опис

♂
♂ △

Розмах крил 25-35 мм. Метелик зустрічається з травня по липень залежно від місця проживання. Зустріти його можна в денний час, хоча і вночі теж зустрічається і його можна залучити світлом.

## Екологія та місцеперебування
Личинки живляться лишайниками і водоростями. Зустрічається в основному в лісистій місцевості.

## Галерея

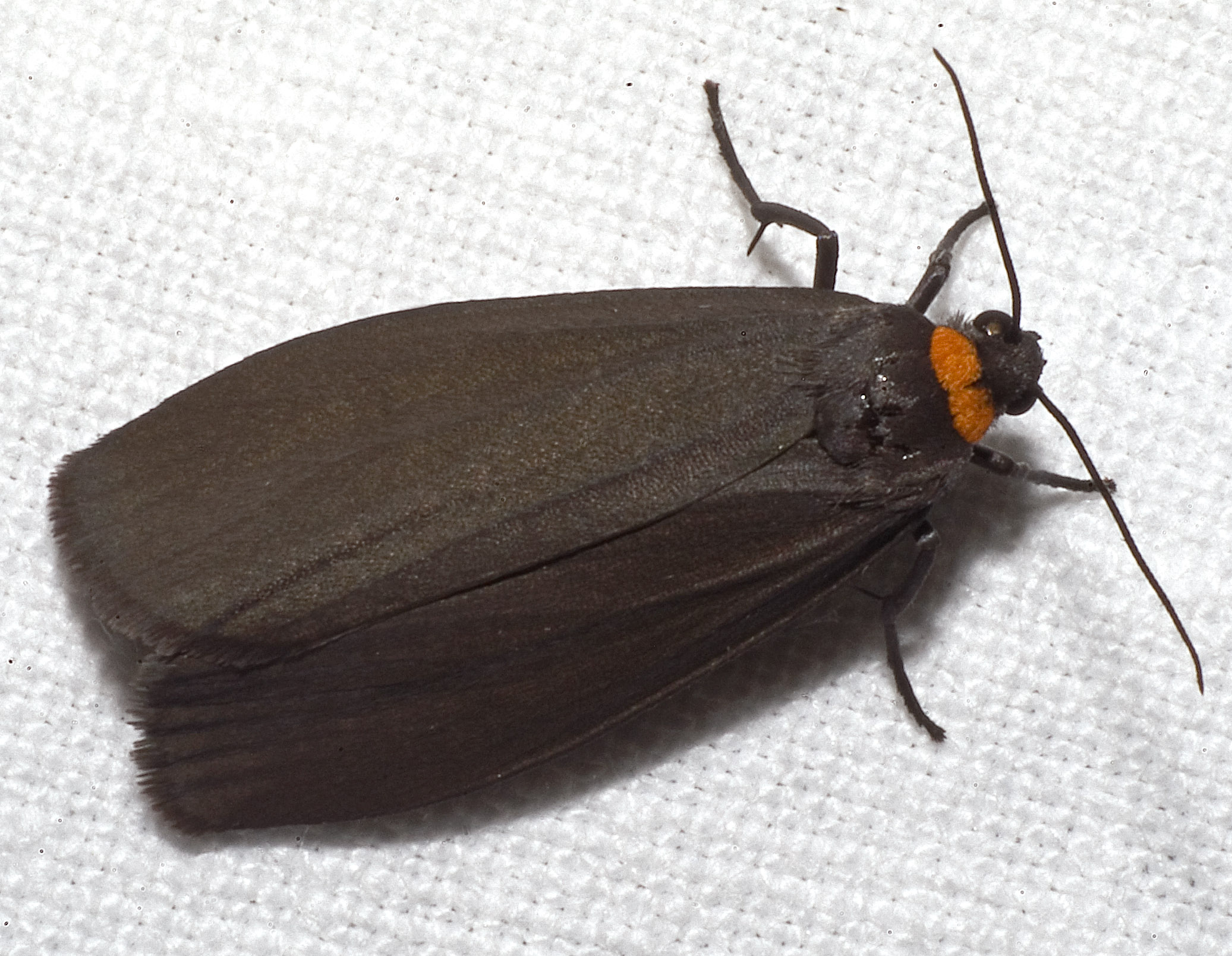
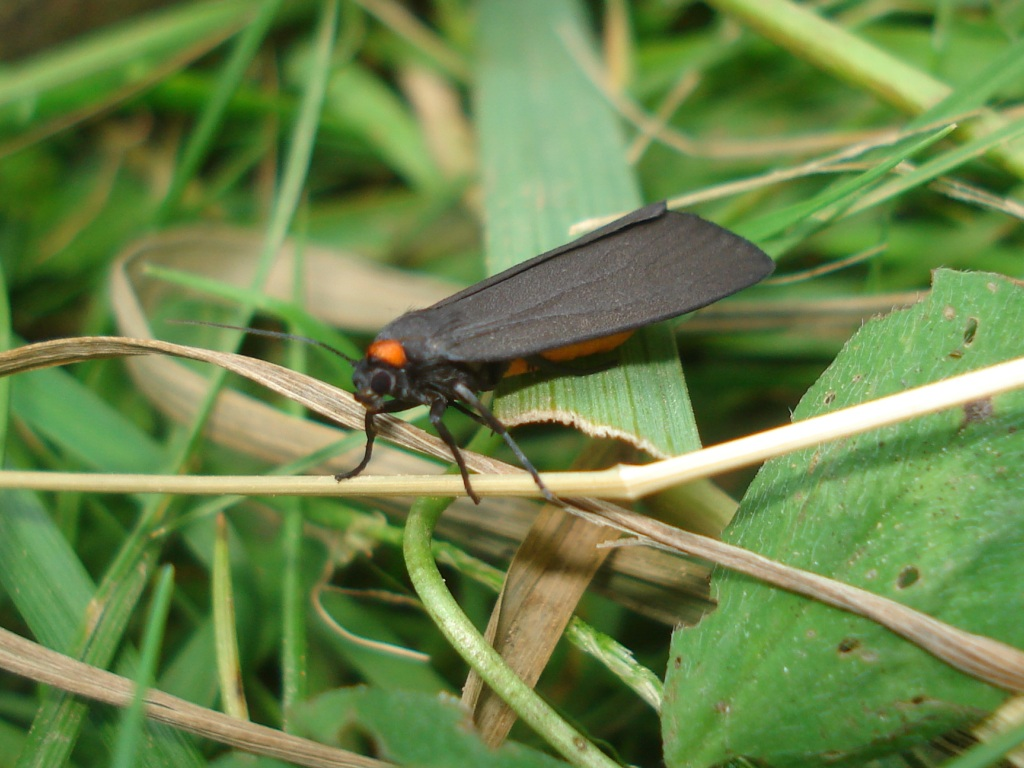
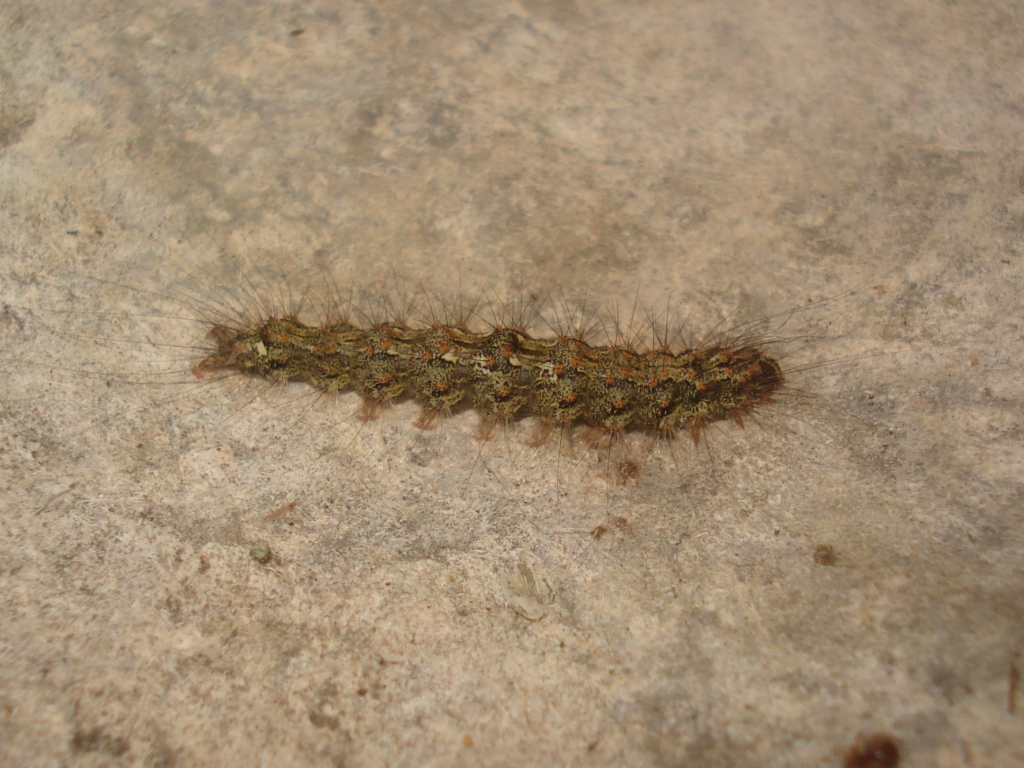